# Ceratozetes cuspidatus
Ceratozetes cuspidatus är en kvalsterart som beskrevs av Arthur P. Jacot 1939. Ceratozetes cuspidatus ingår i släktet Ceratozetes och familjen Ceratozetidae. Inga underarter finns listade i Catalogue of Life.